# Metasyrphus nitens
Metasyrphus nitens là một loài ruồi trong họ Ruồi giả ong (Syrphidae). Loài này được Zetterstedt mô tả khoa học đầu tiên năm 1843. Metasyrphus nitens phân bố ở vùng Cổ Bắc giới